# Bifröst

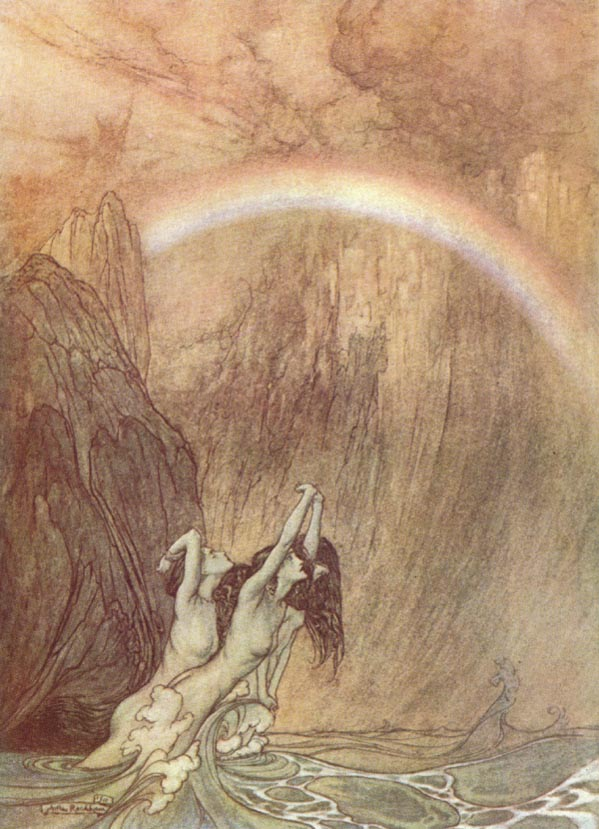
Cầu Bifröst

Trong thần thoại Bắc Âu, Bifröst (có nghĩa là "Con đường rung lên trời" trong tiếng Na Uy cổ) là cây cầu nối Midgard, nơi ở của người trần với Asgard, nơi ở của các vị thần. Bifröst là một cầu vồng 3 màu với quầng đỏ là lửa để ngăn những người khổng lồ băng vượt qua. Thần Heimdall, sống trong điện Himinbjorg ở đầu Asgard của cầu Bifröst, là người canh gác con đường độc đạo dẫn đến nơi ở các vị thần này. Các vị thần sử dụng chiếc cầu này để tới Midgard và để họ gặp gỡ nhau bên giếng Urd. Các Aesir đã dựng nên Bifröst và số mệnh định rằng cây cầu này sẽ bị phá hủy trong trận chiến cuối cùng Ragnarok. 
Phần lớn những thông tin liên quan đến cầu Bifröst có được ngày nay bắt nguồn từ Edda bằng văn xuôi của Snorri Sturluson. Tuy nhiên, cây cầu này cũng được nhắc tới trong Edda bằng thơ.